# Kamen Tschanew

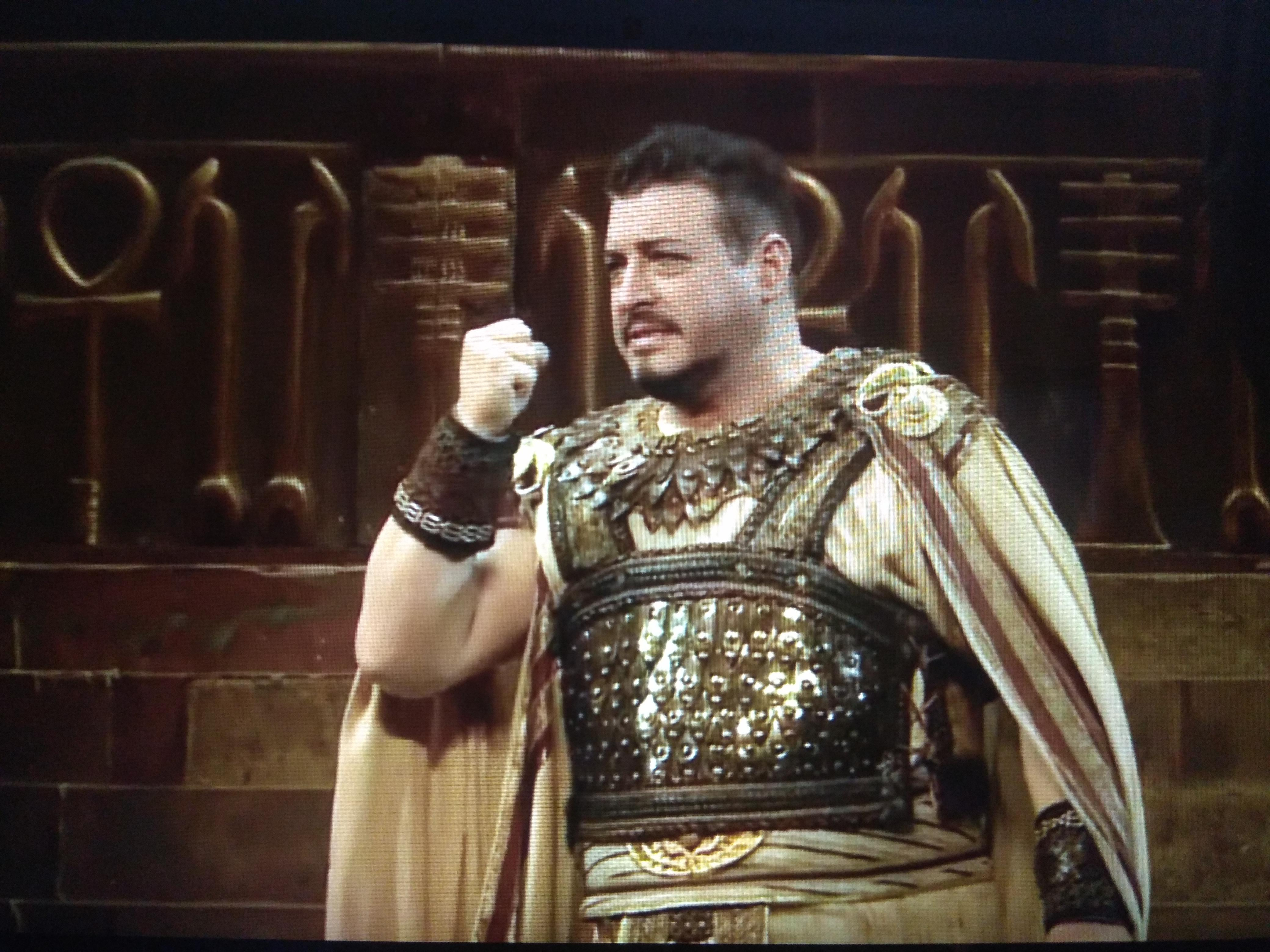
Kamen Tschanew 2016 als Radamès in Aida an der Oper Astana (Kasachstan)

Kamen Tschanew (bulgarisch Камен Чанев, wissenschaftliche Transliteration Kamen Čanev, im Ausland auch als Kamen Chanev; * 27. August 1964 in Sliwen; † 26. November 2020) war ein bulgarischer Opernsänger (Tenor).

## Leben
Kamen Tschanew studierte an der Nationalen Musikakademie „Prof. Pantscho Wladigerow“ sowie in Rom bei Boris Christow.
Er war Solist am Nationalen Opern- und Ballett-Theater Sofia sowie an der Staatsoper Prag. An der Wiener Staatsoper war er in zwei Puccini-Opern aufgetreten, nämlich 2007 als Renato Des Grieux in Manon Lescaut sowie als Benjamin Franklin Pinkerton in Madama Butterfly.
Vor seinem Tod war bei ihm COVID-19 diagnostiziert worden, er wurde daher in einem Krankenhaus in Stara Sagora behandelt.